# Departamento de Menoua
Menoua es un departamento de la región Oeste de Camerún. En noviembre de 2005 tenía una población censada de 285 764 habitantes.
Está formado por los siguientes municipios:
- Dschang 101,385
- Fokoué 9,576
- Fongo-Tongo 18,822
- Nkong-Ni 53,367
- Penka-Michel 65,135
- Santchou 37,479